# Deutsche Leichtathletik-Meisterschaften 2021/Resultate
Die Austragung des Hauptteils der Wettbewerbe bei den 121. Deutschen Leichtathletik-Meisterschaften wurden am 5. und 6. Juni 2021 im Braunschweiger Eintrachtstadion durchgeführt.
In der hier vorliegenden Auflistung werden die in den verschiedenen Wettbewerben unter den besten acht platzierten Leichtathletinnen und Leichtathleten aufgeführt. Eine Übersicht mit den drei Ersten sowie einigen Anmerkungen zu den Meisterschaften findet sich unter dem Link Deutsche Leichtathletik-Meisterschaften 2021.
Wie immer werden zahlreiche Disziplinen zu anderen Terminen und an anderen Orten ausgetragen – in den folgenden Übersichten jeweils konkret benannt.
Unten finden sich die ausführlichen Ergebnislisten der Meisterschaften. Die Übersichten werden bei Austragung der kommenden Wettbewerbe jeweils aktuell ergänzt.

## Meisterschaftsresultate Männer

### 100 m
| Platz | Athlet, Verein                       | Zeit (s) |
| ----- | ------------------------------------ | -------- |
| 1     | Marvin Schulte (SC DHfK Leipzig)     | 10,19    |
| 2     | Lucas Ansah-Peprah (Hamburger SV)    | 10,20    |
| 3     | Niels Torben Giese (VfL Wolfsburg)   | 10,30    |
| 3     | Joshua Hartmann (ASV Köln)           | 10,30    |
| 5     | Michael Pohl (Sprintteam Wetzlar)    | 10,35    |
| 6     | Yannick Wolf (LG Stadtwerke München) | 10,37    |
| 7     | Julian Reus (LC Top Team Thüringen)  | 10,37    |
| 8     | Patrick Domogala (MTG Mannheim)      | 10,39    |

Datum: 5. Juni
Wind: +0,4 m/s

### 200 m
| Platz | Athlet, Verein                              | Zeit (s) |
| ----- | ------------------------------------------- | -------- |
| 1     | Owen Ansah (Hamburger SV)                   | 20,89    |
| 2     | Steven Müller (LG OVAG Friedberg-Fauerbach) | 21,15    |
| 3     | Felix Straub (SC DHfK Leipzig)              | 21,17    |
| 4     | Robin Erewa (TV Wattenscheid 01)            | 21,25    |
| 5     | Patrick Domogala (MTG Mannheim)             | 21,30    |
| 6     | Georg Fleischhauer (Eintracht Frankfurt)    | 21,49    |
| 7     | Milo Skupin-Alfa (LG Offenburg)             | 21,53    |
| 8     | Roger Gurski (LG Rhein-Wied)                | 21,75    |

Datum: 6. Juni
Wind: −0,9 m/s

### 400 m
| Platz | Athlet, Verein                         | Zeit (s) |
| ----- | -------------------------------------- | -------- |
| 1     | Manuel Sanders (LG Olympia Dortmund)   | 45,88    |
| 2     | Jean Paul Bredau (SC Potsdam)          | 46,10    |
| 3     | Marvin Schlegel (LAC Erdgas Chemnitz)  | 46,11    |
| 4     | Marc Koch (LG Nord Berlin)             | 46,88    |
| 5     | Johannes Trefz (TSV Gräfelfing)        | 47,01    |
| 6     | Torben Junker (TV Wattenscheid 01)     | 47,09    |
| 7     | Kevin Joite (Dresdner SC)              | 47,11    |
| 8     | Tobias Lange (TSV Bayer 04 Leverkusen) | 47,75    |

Datum: 5. Juni

### 800 m
| Platz | Athlet, Verein                               | Zeit (min) |
| ----- | -------------------------------------------- | ---------- |
| 1     | Marvin Heinrich (Eintracht Frankfurt)        | 1:47,62    |
| 2     | Christoph Kessler (LG Region Karlsruhe)      | 1:47,81    |
| 3     | Dennis Biederbick (Eintracht Frankfurt)      | 1:47,84    |
| 4     | Christian Von Eitzen (Athletics Team Karben) | 1:48,28    |
| 5     | Marc Reuther (Eintracht Frankfurt)           | 1:48,30    |
| 6     | Tobias Rex (LC Top Team Thüringen)           | 1:49,43    |
| 7     | Lorenz Herrmann (LG Region Karlsruhe)        | 1:49,79    |
| 8     | Maximilian Sluka (TV Wattenscheid 01)        | 1:51,56    |
| 9     | Maximilian Klink (LG Dornburg)               | 1:52,23    |

Datum: 6. Juni

### 1500 m
| Platz | Athlet, Verein                            | Zeit (min) |
| ----- | ----------------------------------------- | ---------- |
| 1     | Robert Farken (SC DHfK Leipzig)           | 3:34,64 CR |
| 2     | Marius Probst (TV Wattenscheid 01)        | 3:35,88000 |
| 3     | Amos Bartelsmeyer (Eintracht Frankfurt)   | 3:36,40000 |
| 4     | Marc Tortell (Athletics Team Karben)      | 3:37,41000 |
| 5     | Homiyu Tesfaye (TSV Pfungstadt)           | 3:37,91000 |
| 6     | Felix Wammetsberger (LG Region Karlsruhe) | 3:40,35000 |
| 7     | Sven Wagner (Königsteiner LV)             | 3:45,03000 |
| 8     | Velten Schneider (VfL Sindelfingen)       | 3:46,24000 |

Datum: 6. Juni

### 5000 m
| Platz | Athlet, Verein                                  | Zeit (min) |
| ----- | ----------------------------------------------- | ---------- |
| 1     | Mohamed Mohumed (LG Olympia Dortmund)           | 13:30,78   |
| 2     | Maximilian Thorwirth (SFD 75 Düsseldorf-Süd)    | 13:48,22   |
| 3     | Simon Boch (LG Telis Finanz Regensburg)         | 13:53,53   |
| 4     | Marcel Fehr (LG Filstal)                        | 13:57,82   |
| 5     | Tim Ramdane Cherif (LG Telis Finanz Regensburg) | 14:26,32   |
| DNF   | Steffen Baxheinrich (LG Olympia Dortmund)       |            |
| DNF   | Sam Parsons (Eintracht Frankfurt)               |            |

Datum: 5. Juni

### 10.000 m
| Platz | Athlet, Verein                                  | Zeit (min) |
| ----- | ----------------------------------------------- | ---------- |
| 1     | Nils Voigt (TV Wattenscheid 01)                 | 28:11,31   |
| 2     | Simon Boch (LG Telis Finanz Regensburg)         | 28:22,75   |
| 3     | Samuel Fitwi Sibhatu (LG Vulkaneifel)           | 29:02,30   |
| 4     | Sebastian Hendel (LG Braunschweig)              | 29:27,51   |
| 5     | Tim Ramdane Cherif (LG Telis Finanz Regensburg) | 29:38,51   |
| 6     | Alexander Hirschhäuser (ASC 1990 Breidenbach)   | 29:50,94   |
| 7     | Kevin Key (LG Telis Finanz Regensburg)          | 29:57,05   |
| 8     | Tobias Ulbrich (LG Region Landshut)             | 29:58,98   |

Datum: 1. Mai
fand in Mainz statt

### 10-km-Straßenlauf
| Platz | Athlet, Verein                               | Zeit (min) |
| ----- | -------------------------------------------- | ---------- |
| 1     | Nils Voigt (TV Wattenscheid 01)              | 28:45      |
| 2     | Samuel Fitwi Sibhatu (LG Vulkaneifel)        | 28:51      |
| 3     | Richard Ringer (LC Rehlingen)                | 28:54      |
| 4     | Sebastian Hendel (LG Braunschweig)           | 29:12      |
| 5     | Simon Boch (LG Telis Finanz Regensburg)      | 29:24      |
| 6     | Jonathan Dahlke (TSV Bayer 04 Leverkusen)    | 29:27      |
| 7     | Florian Orth (LG Telis Finanz Regensburg)    | 29:30      |
| 8     | Maximilian Thorwirth (SFD 75 Düsseldorf-Süd) | 29:30      |

Datum: 31. Oktober
fand in Uelzen statt

### 10-km-Straßenlauf, Mannschaftswertung
| Platz | Verein, Besetzung                                                                  | Zeit (h) |
| ----- | ---------------------------------------------------------------------------------- | -------- |
| 1     | LG Telis Finanz Regensburg (Simon Boch, Florian Orth Dominik Notz)                 | 1:28:35  |
| 2     | LC Rehlingen (Richard Ringer, Tobias Blum, Alexander Bock)                         | 1:28:43  |
| 3     | LG Braunschweig (Sebastian Hendel, Joseph Katib, Karsten Meier)                    | 1:30:16  |
| 4     | LAV Stadtwerke Tübingen (Lorenz Baum, Anthony Tomsich, Robert Baumann)             | 1:30:20  |
| 5     | VfL Sindelfingen (Velten Schneider, Robert Meyer, Bastian Franz)                   | 1:30:57  |
| 6     | LG Nord Berlin (Niels Michalk, Thilo Brill, Dan Bürger)                            | 1:31:41  |
| 7     | SG Wenden (Jonas Hoffmann, Frederik Jonas Wehner, Fabian Jenne)                    | 1:32:10  |
| 8     | Leichtathletikclub Kronshagen (Simon Bäcker, Yannick von Soosten, Steffen Uliczka) | 1:32:27  |

Datum: 31. Oktober
fand in Uelzen statt

### Halbmarathon
| Platz | Athlet, Verein                                | Zeit (h)   |
| ----- | --------------------------------------------- | ---------- |
| 1     | Simon Boch (LG Telis Finanz Regensburg)       | 1:02:26 CR |
| 2     | Sebastian Hendel (LG Braunschweig)            | 1:02:28000 |
| 3     | Samuel Fitwi Sibhatu (LG Vulkaneifel)         | 1:02:32000 |
| 4     | Konstantin Wedel (LG Telis Finanz Regensburg) | 1:03:02000 |
| 5     | Tom Gröschel (TC FIKO Rostock)                | 1:03:07000 |
| 6     | Florian Röser (TV Konstanz)                   | 1:03:14000 |
| 7     | Robert Meyer (VfL Sindelfingen)               | 1:04:45000 |
| 8     | Tobias Ulbrich (LG Region Landshut)           | 1:05:05000 |

Datum: 17. Oktober
fand in Hamburg im Rahmen des PSD Bank Halbmarathons statt

### Halbmarathon, Mannschaftswertung
| Platz | Verein, Besetzung                                                                | Zeit (h) |
| ----- | -------------------------------------------------------------------------------- | -------- |
| 1     | LG Telis Finanz Regensburg I (Simon Boch, Konstantin Wedel, Maximilian Zeus)     | 3:10:36  |
| 2     | TV Konstanz (Florian Röser, Luca Völkle, Paul Snehotta)                          | 3:18:31  |
| 3     | ASC 1990 Breidenbach (Alexander Hirschhäuser, Kilian Schreiner, Lorenz Rau)      | 3:20:37  |
| 4     | Braunschweiger Laufclub (David Brecht, Silas Bergmann, Raoul Jankowski)          | 3:21:23  |
| 5     | LG Telis Finanz Regensburg II (Kevin Key, Fabian Lutz, Tim Ramdane Cherif)       | 3:21:25  |
| 6     | LG Nord Berlin (Niels Michalk, Rene Menzel, Dan Bürger)                          | 3:23:39  |
| 7     | Turnerbund Hamburg Eilbeck (Vilmos Tomaschewski, Nicolas Wilde, Julius Schröder) | 3:24:18  |
| 8     | LG Region Landshut (Tobias Ulbrich, Matthias Ewender, Christopher Juhas)         | 3:25:53  |

Datum: 17. Oktober
fand in Hamburg im Rahmen des PSD Bank Halbmarathons statt

### Marathonlauf
| Platz | Athlet, Verein                                  | Zeit (h) |
| ----- | ----------------------------------------------- | -------- |
| 1     | Alexander Hirschhäuser (ASC 1990 Breidenbach)   | 2:18:38  |
| 2     | Anthony Thomsich (LAV Stadtwerke Tübingen)      | 2:19:30  |
| 3     | Philipp Baar (SCC Berlin)                       | 2:21:03  |
| 4     | Marcus Schöfisch (LAUFTRAINING.com Lauffreunde) | 2:22:17  |
| 5     | Jens Ziganke (SV Reichenau)                     | 2:22:38  |
| 6     | Tom Thurley (Potsdamer Laufclub)                | 2:23:55  |
| 7     | Thorben Dietz (SSV Ulm 1846)                    | 2:24:44  |
| 8     | Maxim Fuchs (LG Passau)                         | 2:28:23  |

Datum: 10. Oktober
fand statt im Rahmen des München-Marathons

### Marathonlauf, Mannschaftswertung
| Platz | Verein, Besetzung                                                      | Zeit (h) |
| ----- | ---------------------------------------------------------------------- | -------- |
| 1     | LAV Stadtwerke Tübingen (Anthony Thomsich, Timo Göhler, Matthias Koch) | 7:35:40  |
| 2     | LAC Olympia 88 Berlin (Tobias Singer, Louis Hellmuth, John Volkenandt) | 7:37:34  |
| 3     | LG Passau (Maxim Fuchs, Stephan Fruhmann, Mario Bernhardt)             | 7:45:11  |
| 4     | PTSV Rosenheim I (Michael Pritzl, Florian Spötzl, Luca Glatthaar)      | 7:49:19  |
| 5     | PTSV Rosenheim II (Tobias Haumann, Steve Bschorer, Christoph Merz)     | 8:24:43  |
| 6     | LG Lohr-Rechtenbach (Thomas Schönfeld, Stefan Rauch, Michael Amann)    | 8:44:47  |
| 7     | TSV Wolfratshausen (Klaus Mannweiler, Jürgen Habel, Quirin Brumberger) | 9:05:28  |
| 8     | LVR Geiselhöring (Markus Riedel, Thomas Stempfhuber, Georg Stifter)    | 9:20:45  |

Datum: 10. Oktober
fand statt im Rahmen des München-Marathons

### 50-km-Straßenlauf(DUV)
| Platz | Athlet, Verein                                 | Zeit (h) |
| ----- | ---------------------------------------------- | -------- |
| 1     | Niels Michalk (LG Nord Berlin Ultrateam)       | 2:52:13  |
| 2     | Marco Bscheidl (LAC Passau)                    | 3:18:58  |
| 3     | Darius Spychala (Viersen)                      | 3:21:15  |
| 4     | Alex Sellner (LAC Passau)                      | 3:02:15  |
| 5     | Sebastian Gerhards (Rhein-Marathon Düsseldorf) | 3:27:01  |
| 6     | Florian Kaltenbach (Spiridon Frankfurt)        | 3:22:53  |
| 7     | Frank Wiegand (Team Icehouse)                  | 3:08:15  |
| 8     | Christian Weber (Spiridon Frankfurt)           | 3:17:01  |

Datum: 7. November
fand in Bottrop statt

### 50-km-Straßenlauf(DUV), Mannschaftswertung
| Platz | Verein, Besetzung                                                        | Zeit (h) |
| ----- | ------------------------------------------------------------------------ | -------- |
| 1     | Spiridon Frankfurt (Florian Kaltenbach, Christian Weber, Lothar Esser)   | 11:27:38 |
| 2     | Team Icehouse (Frank Wiegand, Frank Burger, Rüdiger Burger)              | 11:50:48 |
| 3     | LSG Weiher (Klaus Bensching, Rüdiger Kaltenmeier, Marcell Dahringer)     | 12:14:12 |
| 4     | LG Ultralauf I (Carsten Schwenke, Walter Hösch, Franz Faller)            | 12:31:48 |
| 5     | LG Ultralauf II (Thorsten Themm, Andreas Fölting, Klaus Haake)           | 13:25:31 |
| 6     | RWO Endurance Team (Thomas Müthing, Thorsten Wagener, Christian Fastner) | 13:27:02 |
| 7     | LG Mauerweg Berlin (Matthias Rottenbach, Jörn Künstner, Friedel Liberti) | 13:45:28 |
| 8     | LG Ultralauf III (Sebastian Gonschorek, Stefan Gartz, Andreas Häußler)   | 14:02:04 |

Datum: 7. November
fand in Bottrop statt

### 100-km-Straßenlauf(DUV)
| Platz | Athlet, Verein                            | Zeit (h) |
| ----- | ----------------------------------------- | -------- |
| 1     | André Collet (Aachener TG)                | 6:46:41  |
| 2     | Martin Ahlburg (LG Nord Berlin Ultrateam) | 7:21:51  |
| 3     | Philipp Sogl (LG Nord Berlin Ultrateam)   | 7:28:58  |
| 4     | Alex Sellner (LAC Passau)                 | 7:37:02  |
| 5     | Christoph Lux (TG Viktoria Augsburg)      | 7:40:18  |
| 6     | Frank Wiegand (Team Icehouse)             | 8:21:27  |
| 7     | Boris Tomaschewski (LG Ultralauf)         | 8:28:26  |
| 8     | Daniel Bauer (LC Euskirchen)              | 9:03:29  |

Datum: 18. September
fand in Bernau statt

### 100-km-Straßenlauf(DUV), Mannschaftswertung
| Platz | Verein, Besetzung                                                | Zeit (h) |
| ----- | ---------------------------------------------------------------- | -------- |
| 1     | LG Ultralauf (Boris Tomaschewski, Walter Hösch, Georg Kirsch)    | 27:28:57 |
| 2     | LG Mauerweg Berlin (Jörn Künstner, Matthias Weiser, Patrick Roß) | 36:03:46 |

Datum: 18. September
fand in Bernau statt
nur zwei Mannschaften am Start

### 110 m Hürden
| Platz | Athlet, Verein                                 | Zeit (s)                                      |
| ----- | ---------------------------------------------- | --------------------------------------------- |
| 1     | Erik Balnuweit (TV Wattenscheid 01)            | 13,61                                         |
| 2     | Martin Vogel (SC DHfK Leipzig)                 | 13,70                                         |
| 3     | Georg Fleischhauer (Eintracht Frankfurt)       | 13,78                                         |
| 4     | Stefan Volzer (VfL Sindelfingen)               | 13,96                                         |
| 5     | Tim Eikermann (TSV Bayer 04 Leverkusen)        | 13,96                                         |
| 6     | Aleksandar Gacic (VfL Sindelfingen)            | 14,45                                         |
| 7     | Albert Kreutzer (LAV Bayer Uerdingen/Dormagen) | 14,54                                         |
| DSQ   | Gregor Traber (LAV Stadtwerke Tübingen)        | IAAF Rule 168.7a – Nichtüberquerung der Hürde |

Datum: 5. Juni
Wind: +0,4 m/s

### 400 m Hürden
| Platz | Athlet, Verein                      | Zeit (s) |
| ----- | ----------------------------------- | -------- |
| 1     | Constantin Preis (VfL Sindelfingen) | 49,32    |
| 2     | Emil Agyekum (SC Charlottenburg)    | 50,20    |
| 3     | Luke Campbell (Eintracht Frankfurt) | 50,70    |
| 4     | Joshua Abuaku (Eintracht Frankfurt) | 50,85    |
| 5     | Lukas Peter (LC Jena)               | 52,03    |
| 6     | Marcel Meyer (Hannover 96)          | 52,21    |
| 7     | Justus Ringel (SC Potsdam)          | 52,47    |
| 8     | Michael Adolf (TSV Gräfelfing)      | 54,13    |

Datum: 6. Juni

### 3000 m Hindernislauf
| Platz | Athlet, Verein                                | Zeit (min) |
| ----- | --------------------------------------------- | ---------- |
| 1     | Karl Bebendorf (Dresdner SC)                  | 8:23,28    |
| 2     | Frederik Ruppert (SC Myhl)                    | 8:25,27    |
| 3     | Jens Mergenthaler (SV Winnenden)              | 8:29,49    |
| 4     | Patrick Karl (TV Ochsenfurt)                  | 8:30,63    |
| 5     | Konstantin Wedel (LG Telis Finanz Regensburg) | 8:40,08    |
| 6     | Brian Weisheit (LSC Höchstadt/Aisch)          | 8:43,50    |
| 7     | Martin Grau (LC Top Team Thüringen)           | 8:43,81    |
| 8     | Fabian Clarkson (SCC Berlin)                  | 8:44,18    |

Datum: 6. Juni

### 20-km-Straßengehen
| Platz | Athlet, Verein                      | Zeit (h) |
| ----- | ----------------------------------- | -------- |
| 1     | Nils Brembach (SC Potsdam)          | 1:21:37  |
| 2     | Leo Köpp (LG Nord Berlin)           | 1:22:04  |
| 3     | Christopher Linke (SC Potsdam)      | 1:23:09  |
| 4     | Hagen Pohle (SC Potsdam)            | 1:23:22  |
| 5     | Jakob Johannes Schmidt (SC Potsdam) | 1:27:18  |
| 6     | Johannes Frenzl (SC Potsdam)        | 1:29:01  |

Datum: 10. April
fand in Frankfurt am Main statt
nur sechs Teilnehmer, keine Mannschaftswertung

### 50-km-Straßengehen
| Platz | Athlet, Verein                      | Zeit (h)   |
| ----- | ----------------------------------- | ---------- |
| 1     | Jonathan Hilbert (LG Ohra Energie)  | 3:43:44 CR |
| 2     | Nathaniel Seiler (TV Bühlertal)     | 3:48:44000 |
| 3     | Carl Dohmann (SCL Heel Baden-Baden) | 3:48:54000 |

Datum: 10. April
fand in Frankfurt am Main statt
nur drei Teilnehmer, keine Mannschaftswertung

### Hochsprung
| Platz | Athlet, Verein                              | Höhe (m) |
| ----- | ------------------------------------------- | -------- |
| 1     | Tobias Potye (LG Stadtwerke München)        | 2,20     |
| 2     | Falk Wendrich (LAZ Soest)                   | 2,16     |
| 3     | Jonas Wagner (Dresdner SC)                  | 2,16     |
| 4     | Mateusz Przybylko (TSV Bayer 04 Leverkusen) | 2,12     |
| 5     | Florian Hornig (TSV Bayer 04 Leverkusen)    | 2,08     |
| 6     | Luca Meinke (Schweriner SC)                 | 2,08     |
| 7     | Jonas Pomsel (SC Potsdam)                   | 2,04     |
| 8     | Tom Ediger (TSV Bayer 04 Leverkusen)        | 2,04     |
| 9     | Bastian Rudolf (Dresdner SC)                | 2,00     |

Datum: 6. Juni

### Stabhochsprung
| Platz | Athlet, Verein                                 | Höhe (m) |
| ----- | ---------------------------------------------- | -------- |
| 1     | Oleg Zernikel (ASV Landau)                     | 5,80     |
| 2     | Bo Kanda Lita Baehre (TSV Bayer 04 Leverkusen) | 5,70     |
| 3     | Raphael Holzdeppe (LAZ Zweibrücken)            | 5,50     |
| 4     | Tom Linus Humann (Schweriner SC)               | 5,40     |
| 5     | Philip Kass (TSV Bayer 04 Leverkusen)          | 5,40     |
| 6     | Torben Blech (TSV Bayer 04 Leverkusen)         | 5,30     |
| 7     | Vincent Hobbie (LG Region Karlsruhe)           | 5,20     |
| NM    | Gillian Ladwig (Schweriner SC)                 | ogV      |

Datum: 5. Juni

### Weitsprung
| Platz | Athlet, Verein                          | Weite (m) |
| ----- | --------------------------------------- | --------- |
| 1     | Fabian Heinle (VfB Stuttgart)           | 7,81      |
| 2     | Maximilian Entholzner (LAC Passau)      | 7,68      |
| 3     | Oliver Koletzko (Wiesbadener LV)        | 7,61      |
| 4     | Gianluca Puglisi (Königsteiner LV)      | 7,57      |
| 5     | Vincent Vogel (LAC Erdgas Chemnitz)     | 7,43      |
| 6     | Gianni Seeger (TSV Gomaringen)          | 7,34      |
| 7     | Marcel Lienstädt (TSV St. Peter-Ording) | 7,30      |
| 8     | Max Kottmann (VfB Stuttgart)            | 7,04      |

Datum: 6. Juni
Außerhalb der Wertung erzielte der mit einer Bein-Prothese springende Markus Rehm mit 8,29 m die größte Weite.

### Dreisprung
| Platz | Athlet, Verein                                       | Weite (m) |
| ----- | ---------------------------------------------------- | --------- |
| 1     | Max Heß (LAC Erdgas Chemnitz)                        | 16,51     |
| 2     | Christoph Garritsen (TSV Bayer 04 Leverkusen)        | 15,78     |
| 3     | Felix Mairhofer (MTG Mannheim)                       | 15,47     |
| 4     | Felix Wenzel (SC Potsdam)                            | 15,26     |
| 5     | Paul Walschburger (LG Stadtwerke München)            | 14,99     |
| 6     | Gabriel Wiertz (TuS 1860 Pfarrkirchen)               | 14,94     |
| 7     | Pascal Boden (Dresdner SC)                           | 14,73     |
| 8     | Benedikt von Hardenberg (LG Telis Finanz Regensburg) | 14,73     |

Datum: 5. Juni

### Kugelstoßen
| Platz | Athlet, Verein                                | Weite (m) |
| ----- | --------------------------------------------- | --------- |
| 1     | Dennis Lukas (LG Idar-Oberstein)              | 19,82     |
| 2     | Christian Zimmermann (Kirchheimer SC)         | 19,62     |
| 3     | Dennis Lewke (SC DHfK Leipzig)                | 19,18     |
| 4     | Cedric Trinemeier (LV 90 Erzgebirge)          | 19,17     |
| 5     | Tobias Dahm (VfL Sindelfingen)                | 19,10     |
| 6     | Jan Josef Jeuschede (TSV Bayer 04 Leverkusen) | 19,08     |
| 7     | Silas Ristl (SSV Ulm 1846)                    | 18,93     |
| 8     | Valentin Moll (LC Rehlingen)                  | 18,54     |

Datum: 6. Juni

### Diskuswurf
| Platz | Athlet, Verein                       | Weite (m) |
| ----- | ------------------------------------ | --------- |
| 1     | Daniel Jasinski (TV Wattenscheid 01) | 65,08     |
| 2     | David Wrobel (SC Magdeburg)          | 64,25     |
| 3     | Clemens Prüfer (SC Potsdam)          | 63,41     |
| 4     | Henning Prüfer (SC Potsdam)          | 63,00     |
| 5     | Henrik Janssen (SC Magdeburg)        | 61,26     |
| 6     | Martin Wierig (SC Magdeburg)         | 60,66     |
| 7     | Korbinian Häßler (LV 90 Erzgebirge)  | 58,99     |
| 8     | Christoph Harting (SCC Berlin)       | 57,29     |

Datum: 6. Juni

### Hammerwurf
| Platz | Athlet, Verein                               | Weite (m) |
| ----- | -------------------------------------------- | --------- |
| 1     | Tristan Schwandke (TV Hindelang)             | 73,52     |
| 2     | Johannes Bichler (LG Stadtwerke München)     | 66,99     |
| 3     | Konstantin Steinfurth (LG Eppstein-Kelkheim) | 63,86     |
| 4     | Christoph Gleixner (Eintracht Frankfurt)     | 63,24     |
| 5     | Andreas Sahner (LC Rehlingen)                | 62,76     |
| 6     | Fabio Hessling (SV GO! Saar 05)              | 62,28     |
| 7     | Corsin Wörner (LAG Obere Murg)               | 60,09     |
| 8     | Raphael Winkelvoss (Einbecker SV)            | 59,59     |

Datum: 5. Juni

### Speerwurf
| Platz | Athlet, Verein                          | Weite (m) |
| ----- | --------------------------------------- | --------- |
| 1     | Julian Weber (USC Mainz)                | 80,33     |
| 2     | Bernhard Seifert (SC Potsdam)           | 78,35     |
| 3     | Tom Meier (LC Jena)                     | 75,63     |
| 4     | Maurice Voigt (LG Ohra Energie)         | 73,37     |
| 5     | Niklas Sagawe (Polizei SV Eutin)        | 71,05     |
| 6     | Nico Rensmann (TSV Bayer 04 Leverkusen) | 65,84     |
| NM    | Thomas Röhler (LC Jena)                 | ogV       |

Datum: 5. Juni
nur sieben Teilnehmer

### Zehnkampf
| Platz | Athlet, Verein                              | Punkte |
| ----- | ------------------------------------------- | ------ |
| 1     | Tim Nowak (SSV Ulm 1846)                    | 7931   |
| 2     | Marvin Bollinger (SV Halle)                 | 7903   |
| 3     | Jannis Wolff (Eintracht Frankfurt)          | 7595   |
| 4     | Jan Ruhrmann (LAV Bayer Uerdingen/Dormagen) | 7551   |
| 5     | Nico Beckers (LAV Bayer Uerdingen/Dormagen) | 7542   |
| 6     | Luca Dieckmann (SSV Ulm 1846)               | 7267   |
| 7     | Nils Kruse (LG Region Karlsruhe)            | 6974   |
| 8     | Marvin Gregor (LG Kreis Gütersloh)          | 6845   |

Datum: 21./22. August
fand in Wesel statt
Eine Mannschaftswertung gab es nicht, da keine Teams am Start waren.

### CrosslaufMittelstrecke –4,1 km
| Platz | Athlet, Verein                                       | Zeit (min) |
| ----- | ---------------------------------------------------- | ---------- |
| 1     | Johannes Motschmann (SCC Berlin)                     | 12:47      |
| 2     | Konstantin Wedel (LG Telis Finanz Regensburg)        | 12:59      |
| 3     | Brian Weisheit (LSC Höchstadt/Aisch)                 | 13:02      |
| 4     | Christoph Kessler (LG Region Karlsruhe)              | 13:04      |
| 5     | Robert Baumann (LAV Stadtwerke Tübingen)             | 13:10      |
| 6     | Tim Ramdane Cherif (LG Telis Finanz Regensburg)      | 13:12      |
| 7     | Thilo Brill (LG Nord Berlin)                         | 13:12      |
| 8     | Marc Corin Steinsberger (LG farbtex Nordschwarzwald) | 13:12      |

Datum: 18. Dezember
fand in Sonsbeck statt

### CrosslaufMittelstrecke –4,1 km, Mannschaftswertung
| Platz | Verein, Besetzung                                                                 | Platzziffer |
| ----- | --------------------------------------------------------------------------------- | ----------- |
| 1     | LG Telis Finanz Regensburg I (Konstantin Wedel, Tim Ramdane Cherif, Florian Orth) | 17          |
| 2     | LAV Stadtwerke Tübingen (Robert Baumann, Lorenz Baum, Silvan Rauscher)            | 33          |
| 3     | LG Region Karlsruhe (Christoph Kessler, Lorenz Herrmann, Alexander Kessler)       | 51          |
| 4     | LSC Höchstadt/Aisch (Brian Weisheit, Niklas Buchholz, Theodor Schell)             | 52          |
| 5     | LG Nord Berlin (Thilo Brill, Alexander Bley, Dan Bürger)                          | 54          |
| 6     | LG Osnabrück (Linus Vennemann, Nils Huhtakangas, Marvin Dierker)                  | 59          |
| 7     | LG Telis Finanz Regensburg II (Benedikt Brem, Tobias Prater, Henrik Jensen)       | 67          |
| 8     | LG farbtex Nordschwarzwald (Marc Corin Steinsberger, Axel Klumpp, Raphael Kirn)   | 103         |

Datum: 18. Dezember
fand in Sonsbeck statt

### CrosslaufLangstrecke –10,1 km
| Platz | Athlet, Verein                               | Zeit (min) |
| ----- | -------------------------------------------- | ---------- |
| 1     | Samuel Fitwi Sibhatu (LG Vulkaneifel)        | 33:00      |
| 2     | Aaron Bienenfeld (SSC Hanau-Rodenbach)       | 33:16      |
| 3     | Jonathan Dahlke (TSV Bayer 04 Leverkusen)    | 33:43      |
| 4     | Maximilian Thorwirth (SFD 75 Düsseldorf-Süd) | 34:07      |
| 5     | Tobias Ulbrich (LG Region Landshut)          | 34:26      |
| 6     | Fabian Clarkson (SCC Berlin)                 | 34:36      |
| 7     | Kilian Schreiner (ASC 1990 Breidenbach)      | 34:46      |
| 8     | Julius Hild (SSC Hanau-Rodenbach)            | 34:55      |

Datum: 18. Dezember
fand in Sonsbeck statt

### CrosslaufLangstrecke –10,1 km, Mannschaftswertung
| Platz | Verein, Besetzung                                                             | Platzziffer |
| ----- | ----------------------------------------------------------------------------- | ----------- |
| 1     | SSC Hanau-Rodenbach (Aaron Bienenfeld, Julius Hild, Marius Abele)             | 31          |
| 2     | LG Braunschweig (Joseph Katib, Karsten Meier, Sebastian Hendel)               | 33          |
| 3     | LG Telis Finanz Regensburg (Maximilian Zeus, Tim Ramdane Cherif, Fabian Lutz) | 40          |
| 4     | SG Wenden (Jonas Hoffmann, Fabian Jenne, Frederik Jonas Wehner)               | 50          |
| 5     | LAC Olympia 88 Berlin (Felix Ledwig, Thorsten Herrig, Till Federolf)          | 122         |
| 6     | TSG 1845 Heilbronn (Dustin Uhlig, Raphael Junghans, Dan Bürger)               | 122         |
| 7     | LAZ Rhede (Stefan Ritte, Marcel Eckers, Malte Stockhausen)                    | 123         |
| 8     | LAC Freiburg (Frederik Schäfer, Hannes Schnitzer, Simon Pfleiderer)           | 130         |

Datum: 18. Dezember
fand in Sonsbeck statt

### Berglauf–7 km / 640 Höhenmeter
| Platz | Athlet, Verein                                | Zeit (min) |
| ----- | --------------------------------------------- | ---------- |
| 1     | Maximilian Zeus (LG Telis Finanz Regensburg)  | 32:06      |
| 2     | Lukas Ehrle (LG Brandenkopf)                  | 32:24      |
| 3     | Konstantin Wedel (LG Telis Finanz Regensburg) | 32:51      |
| 4     | Jonas Hoffmann (SG Wenden)                    | 33:08      |
| 5     | Daniel Götz (SV Bergdorf-Höhn)                | 33:24      |
| 6     | Fabian Jenne (SG Wenden)                      | 33:45      |
| 7     | Jens Ziganke (SV Reichenau)                   | 33:48      |
| 8     | Martin Pühler (LG Telis Finanz Regensburg)    | 33:59      |

Datum: 18. September
fand in Bad Kohlgrub im Rahmen des Hörnlelaufs statt

### Berglauf–7 km / 640 Höhenmeter, Mannschaftswertung
| Platz | Verein, Besetzung                                                             | Zeit (h) |
| ----- | ----------------------------------------------------------------------------- | -------- |
| 1     | LG Telis Finanz Regensburg (Maximilian Zeus, Konstantin Wedel, Martin Pühler) | 1:38:56  |
| 2     | SG Wenden (Jonas Hoffmann, Fabian Jenne, Frederik Jonas Wehner)               | 1:42:32  |
| 3     | SSC Hanau-Rodenbach (Marius Abele, Jörn Harland, Lukas Abele)                 | 1:46:34  |
| 4     | LG Allgäu (Michael Laur, Thomas Kottissek, Franz Schweiger)                   | 1:47:03  |
| 5     | PTSV Rosenheim (Maximilian von Lippe, Bruno Schumi, Michael Eder)             | 1:47:05  |
| 6     | LG Nord Berlin (René Menzel, Niels Michalk, Dan Bürger)                       | 1:47:24  |
| 7     | Laufteam Kassel (Leonardo Ortoland, Marius Puchta, Lukas Menke)               | 1:47:34  |
| 8     | TV Immenstadt (David Sambale, Simon Sambale, Martin Sambale)                  | 1:50:40  |

Datum: 18. September
fand in Bad Kohlgrub im Rahmen des Hörnlelaufs statt

### Ultratrail(DUV) –64,9 km / 2491 Höhenmeter
| Platz | Athlet, Verein                              | Zeit (h)  |
| ----- | ------------------------------------------- | --------- |
| 1     | Alexander Dautel (LG Nord Berlin Ultrateam) | 5:44:22,7 |
| 1     | Lukas Kley (TV Refrath)                     | 5:44:22,7 |
| 3     | Oliver Helmboldt (LSKW Bad Lauterberg)      | 5:53:14,2 |
| 4     | Frank Rothe (SV Motor Königsee)             | 5:55:58,5 |
| 5     | Marian Mielke (LG Ultralauf)                | 6:02:23,0 |
| 6     | Tim Dally (TuS Deuz)                        | 6:13:44,6 |
| 7     | Markus Meinke (LG Ultralauf)                | 6:15:41,8 |
| 8     | René Bonn                                   | 6:18:40,7 |

Datum: 11. September
fand in Suhl-Heinrichs im Rahmen des Südthüringentrails statt

### Ultratrail(DUV) –64,9 km / 2491 Höhenmeter, Mannschaftswertung
| Platz | Verein, Besetzung                                                          | Zeit (h)   |
| ----- | -------------------------------------------------------------------------- | ---------- |
| 1     | Laufgemeinschaft Würzburg (Frank Wagner, Patrick Baumbach, Peter Schumann) | 19:33:17,4 |
| 2     | SV Motor Königsee (Frank Rothe, Stefan Wilsdorf, Rocco Hartung)            | 20:49:35,7 |
| 3     | LG Ultralauf I (Marian Mielke, Markus Meinke, Sebastian Gonschorek)        | 20:53:49,8 |
| 4     | Südthüringentrail (Carsten Weser, Jonas Knüpper, Jörg Knüpper)             | 22:04:29,8 |
| 5     | LG Nord Berlin Ultrateam (Alexander Dautel, Erik Weick, Herbert Ziefle)    | 22:44:57,5 |
| 6     | LuT Aschaffenburg (Manfred Schott, Danny Sternkopf, Jörg Fleckenstein)     | 24:01:36,9 |
| 7     | Landau Running Company (Steffen Burgard, Fink Georg Fink, Thomas Pischem)  | 26:15:57,3 |
| 8     | LG Ultralauf II (Klaus Haake, Franz Faller, Michael Irrgang)               | 27:48:52,8 |

Datum: 11. September
fand in Suhl-Heinrichs im Rahmen des Südthüringentrails statt

### 24-Stunden-Lauf(DUV)
| Platz | Athlet, Verein                            | Strecke (km) |
| ----- | ----------------------------------------- | ------------ |
| 1     | Martin Armenat (Lauffeuer Fröttstädt)     | 231,89       |
| 2     | Florian Reus (Laufgemeinschaft Würzburg)  | 218,26       |
| 3     | Marko Gränitz (Laufgemeinschaft Würzburg) | 213,82       |
| 4     | Ruben Welsch (LC Diabü Eschenburg)        | 193,19       |
| 5     | Manuel Tuna (TSG Helberhausen )           | 192,80       |
| 6     | Klaus Haake (LG Ultralauf)                | 189,02       |
| 7     | Jörn Künstner (LG Mauerweg Berlin)        | 195,76       |
| 8     | Albert-Eugen Vetter (LT Unterkirnach)     | 178,26       |

Datum: 3./4. Juli
fand in Bad Blumau, Österreich, statt

### 24-Stunden-Lauf(DUV), Mannschaftswertung
| Platz | Verein, Besetzung                                                          | Strecke (km) |
| ----- | -------------------------------------------------------------------------- | ------------ |
| 1     | Laufgemeinschaft Würzburg (Florian Reus, Marko Gränitz, Walter Zimmermann) | 573,51       |
| 2     | Lauffeuer Fröttstädt (Martin Armenat, Swen Thorhauer, Ralf Giese)          | 572,73       |
| 3     | LG Mauerweg Berlin (Jörn Künstner, Patrick Roß, Matthias Weiser)           | 517,40       |
| 4     | LG Ultralauf I (Klaus Haake, Michael Vorwerg, Michael Irrgang)             | 507,94       |
| 5     | LG Nord Berlin Ultrateam (Dirk Kiwus, Achim Dierkopf, Stu Thoms)           | 394,74       |
| 6     | LG Ultralauf II (Heiko Rost, Ralf Simon, Oliver Rupprecht)                 | 163,11       |

Datum: 3./4. Juli
fand in Bad Blumau, Österreich, statt
nur sechs Teams in der Wertung

## Meisterschaftsresultate Frauen

### 100 m
| Platz | Athletin, Verein                                   | Zeit (s) |
| ----- | -------------------------------------------------- | -------- |
| 1     | Alexandra Burghardt (LG Gendorf Wacker Burghausen) | 11,14    |
| 2     | Lisa Mayer (Sprintteam Wetzlar)                    | 11,16    |
| 3     | Rebekka Haase (Sprintteam Wetzlar)                 | 11,32    |
| 4     | Sina Mayer (LAZ Zweibrücken)                       | 11,34    |
| 5     | Jennifer Montag (TSV Bayer 04 Leverkusen)          | 11,36    |
| 6     | Sophia Junk (LG Rhein-Wied)                        | 11,36    |
| 7     | Lisa Nippgen (MTG Mannheim)                        | 11,40    |
| DNS   | Tatjana Pinto (LC Paderborn)                       |          |

Datum: 5. Juni
Wind: +0,3 m/s

### 200 m
| Platz | Athletin, Verein                                   | Zeit (s) |
| ----- | -------------------------------------------------- | -------- |
| 1     | Alexandra Burghardt (LG Gendorf Wacker Burghausen) | 23,15    |
| 2     | Lisa Marie Kwayie (Neuköllner SF)                  | 23,21    |
| 3     | Rebekka Haase (Sprintteam Wetzlar)                 | 23,24    |
| 4     | Sophia Junk (LG Rhein-Wied)                        | 23,47    |
| 5     | Talea Prepens (TV Cloppenburg)                     | 23,38    |
| 6     | Lilly Kaden (LG Olympia Dortmund)                  | 23,66    |
| 7     | Jessica-Bianca Wessolly (MTG Mannheim)             | 23,73    |
| 8     | Marina Scherzl (LG Kreis Dachau)                   | 23,07    |

Datum: 6. Juni
Wind: −0,2 m/s

### 400 m
| Platz | Athletin, Verein                            | Zeit (s) |
| ----- | ------------------------------------------- | -------- |
| 1     | Corinna Schwab (LAC Erdgas Chemnitz)        | 52,54    |
| 2     | Nadine Gonska (MTG Mannheim)                | 52,80    |
| 3     | Laura Müller (SV GO! Saar 05)               | 52,84    |
| 4     | Ruth Sophia Spelmeyer-Preuß (VfL Oldenburg) | 52,91    |
| 5     | Karolina Pahlitzsch (LG Nord Berlin)        | 53,28    |
| 6     | Hannah Mergenthaler (MTG Mannheim)          | 53,62    |
| 7     | Alica Schmidt (SCC Berlin)                  | 53,64    |
| 8     | Lara-Noelle Steinbrecher (SC Magdeburg)     | 53,71    |

Datum: 6. Juni

### 800 m
| Platz | Athletin, Verein                             | Zeit (min) |
| ----- | -------------------------------------------- | ---------- |
| 1     | Christina Hering (LG Stadtwerke München)     | 2:02,48    |
| 2     | Katharina Trost (LG Stadtwerke München)      | 2:02,92    |
| 3     | Tanja Spill (LAV Bayer Uerdingen/Dormagen)   | 2:03,38    |
| 4     | Sarah Schmidt (TSV Bayer 04 Leverkusen)      | 2:03,61    |
| 5     | Majtie Kolberg (LG Kreis Ahrweiler)          | 2:04,80    |
| 6     | Sarah Fleur Schulze (VfL Eintracht Hannover) | 2:07,05    |
| 7     | Xenia Krebs (VfL Löningen)                   | 2:07,27    |
| 8     | Tabea Marie Kempe (TSV Bayer 04 Leverkusen)  | 2:08,45    |

Datum: 6. Juni

### 1500 m
| Platz | Athletin, Verein                              | Zeit (min) |
| ----- | --------------------------------------------- | ---------- |
| 1     | Hanna Klein (LAV Stadtwerke Tübingen)         | 4:13,95    |
| 2     | Vera Coutellier (ASV Köln)                    | 4:17,93    |
| 3     | Sara Benfares (LC Rehlingen)                  | 4:17,98    |
| 4     | Verena Meisl (LG Olympia Dortmund)            | 4:19,93    |
| 5     | Fabiane Meyer (TV Westfalia Epe)              | 4:20,04    |
| 6     | Lisa Hausdorf (AG Hamburg West)               | 4:21,94    |
| 7     | Johanna Pulte (SG Wenden)                     | 4:23,41    |
| 8     | Kerstin Hirscher (LG Telis Finanz Regensburg) | 4:24,47    |

Datum: 6. Juni

### 5000 m
| Platz | Athletin, Verein                            | Zeit (min) |
| ----- | ------------------------------------------- | ---------- |
| 1     | Gesa Felicitas Krause (Silvesterlauf Trier) | 15:26,74   |
| 2     | Miriam Dattke (LG Telis Finanz Regensburg)  | 15:39,33   |
| 3     | Denise Krebs (TSV Bayer 04 Leverkusen)      | 15:51,29   |
| 4     | Domenika Mayer (LG Telis Finanz Regensburg) | 15:52,95   |
| 5     | Rabea Schöneborn (LG Nord Berlin)           | 15:53,88   |
| 6     | Blanka Dörfel (SCC Berlin)                  | 15:56,74   |
| 7     | Deborah Schöneborn (LG Nord Berlin)         | 15:59,08   |
| 8     | Svenja Pingpank (Hannover Athletics)        | 16:10,48   |

Datum: 6. Juni

### 10.000 m
| Platz | Athletin, Verein                              | Zeit (min) |
| ----- | --------------------------------------------- | ---------- |
| 1     | Rabea Schöneborn (LG Nord Berlin)             | 32:55,96   |
| 2     | Deborah Schöneborn (LG Nord Berlin)           | 33:02,87   |
| 3     | Domenika Mayer (LG Telis Finanz Regensburg)   | 33:17,89   |
| 4     | Eva Dieterich (Laufteam Kassel)               | 33:39,31   |
| 5     | Blanka Dörfel (SCC Berlin)                    | 33:54,69   |
| 6     | Linn Kleine (LG Olympia Dortmund)             | 34:19,42   |
| 7     | Lisa Oed (SSC Hanau-Rodenbach)                | 34:21,94   |
| 8     | Julia Kümpers (Leichtathletikclub Kronshagen) | 34:42,29   |

Datum: 1. Mai
fand in Mainz statt

### 10-km-Straßenlauf
| Platz | Athletin, Verein                           | Zeit (min) |
| ----- | ------------------------------------------ | ---------- |
| 1     | Hanna Klein (LAV Stadtwerke Tübingen)      | 31:40      |
| 2     | Alina Reh (SCC Berlin)                     | 31:42      |
| 3     | Miriam Dattke (LG Telis Finanz Regensburg) | 32:49      |
| 4     | Kristina Hendel (LG Braunschweig)          | 33:08      |
| 5     | Blanka Dörfel (SCC Berlin)                 | 33:14      |
| 6     | Rabea Schöneborn (LG Nord Berlin)          | 33:40      |
| 7     | Natascha Mommers (TSG 1863 Herdecke)       | 33:52      |
| 8     | Eva Dieterich (Laufteam Kassel)            | 34:00      |

Datum: 31. Oktober
fand in Uelzen statt

### 10-km-Straßenlauf, Mannschaftswertung
| Platz | Verein, Besetzung                                                            | Zeit (h) |
| ----- | ---------------------------------------------------------------------------- | -------- |
| 1     | SCC Berlin (Alina Reh, Blanka Dörfel, Agnes Thurid Gers)                     | 1:39:28  |
| 2     | LG Nord Berlin (Rabea Schöneborn, Luisa Boschan, Deborah Schöneborn)         | 1:42:00  |
| 3     | LAV Stadtwerke Tübingen (Hanna Klein, Jule Vetter, Katja Fischer)            | 1:42:22  |
| 4     | LG Telis Finanz Regensburg (Miriam Dattke, Kerstin Hirscher, Magdalena Engl) | 1:44:16  |
| 5     | LG Region Karlsruhe (Melina Wolf, Sophia Kaiser, Amélie Svensson)            | 1:45:15  |
| 6     | Leichtathletikclub Kronshagen (Julia Kümpers, Nele Wellbrock, Nicole Adler)  | 1:45:22  |
| 7     | LC Rehlingen (Selma Benfares, Sofia Benfares, Miriam Marx)                   | 1:45:57  |
| 8     | ASV Köln (Vera Coutellier, Esther Jacobitz, Nadja Gaus)                      | 1:46:21  |

Datum: 31. Oktober
fand in Uelzen statt

### Halbmarathon
| Platz | Athletin, Verein                              | Zeit (h) |
| ----- | --------------------------------------------- | -------- |
| 1     | Miriam Dattke (LG Telis Finanz Regensburg)    | 1:10:02  |
| 2     | Blanka Dörfel (SCC Berlin)                    | 1:11:54  |
| 3     | Hanna Gröber (LAV Stadtwerke Tübingen)        | 1:14:32  |
| 4     | Melina Wolf (LG Region Karlsruhe)             | 1:14:55  |
| 5     | Thea Heim (LG Telis Finanz Regensburg)        | 1:15:01  |
| 6     | Sandra Morchner (Laufteam Kassel)             | 1:15:19  |
| 7     | Julia Kümpers (Leichtathletikclub Kronshagen) | 1:16:15  |
| 8     | Sophie Kretschmer (LAC Aschersleben)          | 1:16:19  |

Datum: 17. Oktober
fand in Hamburg im Rahmen des PSD Bank Halbmarathons statt

### Halbmarathon, Mannschaftswertung
| Platz | Verein, Besetzung                                                                      | Zeit (h) |
| ----- | -------------------------------------------------------------------------------------- | -------- |
| 1     | LG Telis Finanz Regensburg (Miriam Dattke, Thea Heim, Franziska Stemmer)               | 3:47:20  |
| 2     | Leichtathletikclub Kronshagen (Julia Kümpers, Christin Adler, Nicole Adler)            | 3:52:46  |
| 3     | LG Region Karlsruhe I (Melina Wolf, Sophia Kaiser, Sarah Hettich)                      | 3:54:43  |
| 4     | Turnerbund Hamburg Eilbeck I (Tabea Themann, Katharina Nüser, Hanna Tempelhagen)       | 3:59:17  |
| 5     | Turnerbund Hamburg Eilbeck II (Caroline Balduhn, Ann-Kathrin Balduhn, Lara Hülsebusch) | 4:17:53  |
| 6     | LG Region Karlsruhe II (Lena Knirsch, Johanna Flacke, Caroline Grauer)                 | 4:18:20  |
| 7     | LT Haspa Marathon Hamburg (Julia Jablonowski, Martina Dannheimer, Christiane Lenertz)  | 4:23:25  |
| 8     | Laufteam Kassel (Sandra Morchner, Nina Voelckel, Grazyna Ewa Szczeblewski)             | 4:23:53  |

Datum: 17. Oktober
fand in Hamburg im Rahmen des PSD Bank Halbmarathons statt

### Marathonlauf
| Platz | Athletin, Verein                            | Zeit (h) |
| ----- | ------------------------------------------- | -------- |
| 1     | Corinna Harrer (LG Telis Finanz Regensburg) | 2:43:11  |
| 2     | Isabel Leibfried (TSG 1845 Heilbronn)       | 2:44:09  |
| 3     | Merle Brunnée (MTG Mannheim)                | 2:53:14  |
| 4     | Florentine Beese (Hannover Athletics)       | 2:55:49  |
| 5     | Katrin Ochs (LG Filder)                     | 3:01:49  |
| 6     | Sabrina Prager (LG Passau)                  | 3:02:30  |
| 7     | Franziska Rennecke (LG Rhein-Wied)          | 3:05:09  |
| 8     | Anja Beck (LG Region Landshut)              | 3:08:53  |

Datum: 10. Oktober
fand statt im Rahmen des München-Marathons

### Marathonlauf, Mannschaftswertung
| Platz | Verein, Besetzung                                              | Zeit (h) |
| ----- | -------------------------------------------------------------- | -------- |
| 1     | TSV Wolfratshausen (Ulrike Greif, Rosi Habel, Carina Neubauer) | 11:27:37 |

Datum: 10. Oktober

fand statt im Rahmen des München-Marathons

nur eine Mannschaft in der Wertung

### 50-km-Straßenlauf(DUV)
| Platz | Athletin, Verein                          | Zeit (h) |
| ----- | ----------------------------------------- | -------- |
| 1     | Jasmin Beer (Potsdamer Laufclub)          | 3:41:56  |
| 2     | Katja Hinze-Thüs (SG Wenden)              | 3:45:29  |
| 3     | Anna Jansen (LG90 Ebersberg - Grafing)    | 3:52:42  |
| 4     | Anke Libuda (LG Ultralauf)                | 3:46:28  |
| 5     | Annette Müller (LG Nord Berlin Ultrateam) | 3:55:30  |
| 6     | Julia Jezek (Die Laufpartner)             | 3:58:07  |
| 7     | Christiane Neidiger (Die Laufpartner)     | 4:03:02  |
| 8     | Sarah Mangler (Triathlon Team Düsseldorf) | 4:01:19  |

Datum: 7. November
fand in Bottrop statt

### 50-km-Straßenlauf(DUV), Mannschaftswertung
| Platz | Verein, Besetzung                                                 | Zeit (h) |
| ----- | ----------------------------------------------------------------- | -------- |
| 1     | Die Laufpartner (Julia Jezek, Christiane Neidiger, Anne Stephan)  | 12:16:56 |
| 2     | LG Ultralauf I (Anke Libuda, Sylvia Faller, Claudia Lederer)      | 13:10:20 |
| 3     | LSG Weiher (Sina Simonis, Martina Manz, Simone Weser)             | 14:43:30 |
| 4     | LG Mauerweg Berlin (Sandra Kötzle, Sandra Küter, Anja Kirchner)   | 15:06:17 |
| 5     | LG Ultralauf II (Natascha Baum, Mechthild Kolter, Kerstin Hommel) | 16:02:44 |

Datum: 7. November
fand in Bottrop statt
nur fünf Mannschaften in der Wertung

### 100-km-Straßenlauf(DUV)
| Platz | Athletin, Verein                      | Zeit (h) |
| ----- | ------------------------------------- | -------- |
| 1     | Katrin Gottschalk (LG Ultralauf)      | 8:24:56  |
| 2     | Jennifer Honek (LSG Karlsruhe)        | 8:52:26  |
| 3     | Anke Libuda (LG Ultralauf)            | 9:28:58  |
| 4     | Sigrid Hoffmann (LG Westerwald)       | 10:04:51 |
| 5     | Andrea Schadewell (Team Icehouse)     | 10:04:51 |
| 6     | Dagmar Deuber (LG Ultralauf)          | 10:28:12 |
| 7     | Dorothee Serries (LG Mauerweg Berlin) | 11:54:40 |
| 8     | Kerstin Hommel (LG Ultralauf)         | 12:37:27 |

Datum: 18. September
fand in Bernau statt

### 100-km-Straßenlauf(DUV), Mannschaftswertung
| Platz | Verein, Besetzung                                            | Zeit (h) |
| ----- | ------------------------------------------------------------ | -------- |
| 1     | LG Ultralauf (Katrin Gottschalk, Anke Libuda, Dagmar Deuber) | 27:32:41 |

Datum: 18. September

fand in Bernau statt

nur eine Mannschaft am Start

### 100 m Hürden
| Platz | Athletin, Verein                           | Zeit (s) |
| ----- | ------------------------------------------ | -------- |
| 1     | Ricarda Lobe (MTG Mannheim)                | 13,18    |
| 2     | Anne Weigold (LG Mittweida)                | 13,24    |
| 3     | Monika Zapalska (LC Paderborn)             | 13,34    |
| 4     | Isabel Mayer (LG Telis Finanz Regensburg)  | 13,43    |
| 5     | Louisa Grauvogel (TSV Bayer 04 Leverkusen) | 13,48    |
| 6     | Lisa Maihöfer (LC Rehlingen)               | 13,55    |
| 7     | Vanessa Hammerschmidt (LG Nord Berlin)     | 13,67    |
| 8     | Neele Schuten (TV Gladbeck)                | 13,92    |

Datum: 5. Juni
Wind: +0,2 m/s

### 400 m Hürden
| Platz | Athletin, Verein                      | Zeit (s) |
| ----- | ------------------------------------- | -------- |
| 1     | Carolina Krafzik (VfL Sindelfingen)   | 54,89    |
| 2     | Christine Salterberg (LT DSHS Köln)   | 58,04    |
| 3     | Djamila Böhm (TV Wattenscheid 01)     | 58,29    |
| 4     | Annina Fahr (TUS Gottmadingen)        | 58,40    |
| 5     | Karoline Maria Sauer (TSV Gomaringen) | 58,66    |
| 6     | Melanie Böhm (LG Neckar-Enz)          | 58,86    |
| 7     | Lea Ahrens (VfL Eintracht Hannover)   | 59,18    |
| 8     | Elena Kelety (LT DSHS Köln)           | 59,20    |

Datum: 6. Juni

### 3000 m Hindernislauf
| Platz | Athletin, Verein                              | Zeit (min) |
| ----- | --------------------------------------------- | ---------- |
| 1     | Gesa Felicitas Krause (Silvesterlauf Trier)   | 09:31,36   |
| 2     | Lea Meyer (VfL Löningen)                      | 09:41,02   |
| 3     | Sanaa Schretzmair (TSV Bayer 04 Leverkusen)   | 10:01,62   |
| 4     | Lisa Vogelgesang (Eintracht Hildesheim)       | 10:04,65   |
| 5     | Paula Schneiders (LAZ Mönchengladbach)        | 10:06,44   |
| 6     | Amélie Svensson (LG Region Karlsruhe)         | 10:18,19   |
| 7     | Kerstin Schulze Kalthoff (LG Brillux Münster) | 10:18,57   |
| 8     | Lisa Schuster (LAC Quelle Fürth)              | 11:04,52   |

Datum: 5. Juni

### 20-km-Straßengehen
| Platz | Athletin, Verein          | Zeit (h) |
| ----- | ------------------------- | -------- |
| 1     | Saskia Feige (SC Potsdam) | 1:31:37  |

Datum: 10. April
fand in Frankfurt am Main statt

nur eine Teilnehmerin, keine Mannschaftswertung

### Hochsprung
| Platz | Athletin, Verein                           | Höhe (m) |
| ----- | ------------------------------------------ | -------- |
| 1     | Imke Onnen (Hannover 96)                   | 1,87     |
| 2     | Lea Halmans (SV GO! Saar 05)               | 1,84     |
| 3     | Alexandra Plaza (LT DSHS Köln)             | 1,80     |
| 3     | Marie-Laurence Jungfleisch (VfB Stuttgart) | 1,80     |
| 3     | Jara Ellinger (TSG 1845 Heilbronn)         | 1,80     |
| 6     | Bianca Stichling (TSV Bayer 04 Leverkusen) | 1,80     |
| 7     | Blessing Enatoh (TSV Spandau 1860)         | 1,75     |
| 8     | Charlotte Haas (TV Wattenscheid 01)        | 1,75     |
| NM    | Christina Honsel (TV Wattenscheid 01)      | ogV      |

Datum: 5. Juni

### Stabhochsprung
| Platz | Athletin, Verein                          | Höhe (m) |
| ----- | ----------------------------------------- | -------- |
| 1     | Jacqueline Otchere (MTG Mannheim)         | 4,30     |
| 2     | Leni Freyja Wildgrube (SC Potsdam)        | 4,20     |
| 3     | Ella Buchner (SC Potsdam)                 | 4,20     |
| 4     | Katharina Bauer (TSV Bayer 04 Leverkusen) | 4,20     |
| NM    | Moana-Lou Kleiner (SC Potsdam)            | ogV      |
| NM    | Anne Berger (VfL Gladbeck)                | ogV      |

Datum: 4. Juni
nur sechs Teilnehmerinnen

### Weitsprung
| Platz | Athletin, Verein                             | Weite (m) |
| ----- | -------------------------------------------- | --------- |
| 1     | Malaika Mihambo (LG Kurpfalz)                | 6,62      |
| 2     | Maryse Luzolo (Königsteiner LV)              | 6,55      |
| 3     | Merle Homeier (LG Göttingen)                 | 6,36      |
| 4     | Mikaelle Assani (LG Region Karlsruhe)        | 6,35      |
| 5     | Alexandra Wester (Africa United Sports Club) | 6,22      |
| 6     | Lea-Sophie Klik (LAC Erdgas Chemnitz)        | 6,15      |
| 7     | Imke Daalmann (TSV Bayer 04 Leverkusen)      | 6,06      |
| 8     | Caroline Joyeux (LG Nord Berlin)             | 5,90      |
| 9     | Nicola Kondziella (TV Wattenscheid 01)       | 5,76      |

Datum: 6. Juni

### Dreisprung
| Platz | Athletin, Verein                           | Weite (m) |
| ----- | ------------------------------------------ | --------- |
| 1     | Neele Eckhardt-Noack (LG Göttingen)        | 14,26     |
| 2     | Kristin Gierisch (TSV Bayer 04 Leverkusen) | 14,11     |
| 3     | Maria Purtsa (LAC Erdgas Chemnitz)         | 14,11     |
| 4     | Jessie Maduka (TV Wattenscheid 01)         | 13,85     |
| 5     | Caroline Joyeux (LG Nord Berlin)           | 13,36     |
| 6     | Kira Wittmann (LG Göttingen)               | 13,29     |
| 7     | Imke Daalmann (TSV Bayer 04 Leverkusen)    | 13,16     |
| 8     | Sarah-Michelle Kudla (SCC Berlin)          | 13,01     |

Datum: 5. Juni

### Kugelstoßen
| Platz | Athletin, Verein                      | Weite (m) |
| ----- | ------------------------------------- | --------- |
| 1     | Sara Gambetta (SV Halle)              | 18,31     |
| 2     | Katharina Maisch (LV 90 Erzgebirge)   | 18,13     |
| 3     | Yemisi Ogunleye (MTG Mannheim)        | 18,13     |
| 4     | Julia Ritter (TV Wattenscheid 01)     | 17,58     |
| 5     | Alina Kenzel (VfL Waiblingen)         | 17,55     |
| 6     | Sarah Schmidt (LV 90 Erzgebirge)      | 16,53     |
| 7     | Lea Riedel (VfL Sindelfingen)         | 16,38     |
| 8     | Hanna Meinikmann (TV Wattenscheid 01) | 16,09     |

Datum: 5. Juni

### Diskuswurf
| Platz | Athletin, Verein                            | Weite (m) |
| ----- | ------------------------------------------- | --------- |
| 1     | Kristin Pudenz (SC Potsdam)                 | 64,07     |
| 2     | Marike Steinacker (TSV Bayer 04 Leverkusen) | 64,02     |
| 3     | Claudine Vita (SC Neubrandenburg)           | 61,63     |
| 4     | Shanice Craft (SV Halle)                    | 60,05     |
| 5     | Julia Harting (SCC Berlin)                  | 59,88     |
| 6     | Julia Ritter (TV Wattenscheid 01)           | 57,00     |
| 7     | Michelle Santer (SV Preußen Berlin)         | 53,04     |
| 8     | Leia Braunagel (SCL Heel Baden-Baden)       | 52,56     |

Datum: 6. Juni

### Hammerwurf
| Platz | Athletin, Verein                           | Weite (m) |
| ----- | ------------------------------------------ | --------- |
| 1     | Samantha Borutta (TSV Bayer 04 Leverkusen) | 70,56     |
| 2     | Carolin Paesler (TSV Bayer 04 Leverkusen)  | 66,78     |
| 3     | Sophie Gimmler (LC Rehlingen)              | 65,39     |
| 4     | Esther Imariagbee (Berliner TSC)           | 63,82     |
| 5     | Michelle Döpke (TSV Bayer 04 Leverkusen)   | 63,66     |
| 6     | Aileen Kuhn (LAZ Ludwigsburg)              | 62,32     |
| 7     | Nancy Randig (SWC Regensburg)              | 61,33     |
| 8     | Lucie Holzapfel (Eintracht Frankfurt)      | 59,41     |

Datum: 6. Juni

### Speerwurf
| Platz | Athletin, Verein                        | Weite (m) |
| ----- | --------------------------------------- | --------- |
| 1     | Christin Hussong (LAZ Zweibrücken)      | 63,30     |
| 2     | Christine Winkler (SC DHfK Leipzig)     | 54,83     |
| 3     | Lea Wipper (SC DHfK Leipzig)            | 51,06     |
| 4     | Dana Bergrath (TSV Bayer 04 Leverkusen) | 51,04     |
| 5     | Jana Marie Lowka (Eintracht Frankfurt)  | 49,80     |
| 6     | Julia Ulbricht (1. LAV Rostock)         | 48,72     |
| 7     | Josefa Schepp (TSV Bayer 04 Leverkusen) | 46,51     |

Datum: 5. Juni

### Siebenkampf
| Platz | Athletin, Verein                            | Punkte |
| ----- | ------------------------------------------- | ------ |
| 1     | Mareike Arndt (TSV Bayer 04 Leverkusen)     | 5705   |
| 2     | Janina Lange (MTV Lübeck)                   | 5613   |
| 3     | Anna-Lena Obermaier (SWC Regensburg)        | 5485   |
| 4     | Laura Voß (LAZ Soest)                       | 5419   |
| 5     | Lisa Schlüter (LG Kreis Gütersloh)          | 5246   |
| 6     | Katharina Kemp (MTV Lübeck)                 | 5230   |
| 7     | Marion Brunner (LG Telis Finanz Regensburg) | 5162   |
| 8     | Isabel Mayer (LG Telis Finanz Regensburg)   | 4703   |

Datum: 21./22. August
fand in Wesel statt

### Siebenkampf, Mannschaftswertung
| Platz | Verein, Besetzung                                                              | Punkte |
| ----- | ------------------------------------------------------------------------------ | ------ |
| 1     | TSV Bayer 04 Leverkusen (Mareike Arndt, Annkathrin Hoven, Isabel Schauerte)    | 16.453 |
| 2     | MTV Lübeck (Janina Lange, Paula de Boer, Katharina Kemp)                       | 16.380 |
| 3     | LG Telis Finanz Regensburg (Anna-Lena Obermaier, Marion Brunner, Isabel Mayer) | 15.454 |

Datum: 21./22. August
fand in Wesel statt
nur drei Mannschaften in der Wertung

### Crosslauf–6,1 km
| Platz | Athletin, Verein                            | Zeit (min) |
| ----- | ------------------------------------------- | ---------- |
| 1     | Alina Reh (SCC Berlin)                      | 21:44      |
| 2     | Lea Meyer (VfL Löningen)                    | 22:25      |
| 3     | Eva Dieterich (Laufteam Kassel)             | 22:32      |
| 3     | Domenika Mayer (LG Telis Finanz Regensburg) | 22:32      |
| 5     | Rabea Schöneborn (LG Nord Berlin)           | 22:38      |
| 6     | Celine Ritter (TuS Köln rrh. 1874)          | 23:01      |
| 7     | Vera Coutellier (ASV Köln)                  | 23:02      |
| 8     | Sara Benfares (LC Rehlingen)                | 23:06      |

Datum: 18. Dezember
fand in Sonsbeck statt

### Crosslauf–6,1 km, Mannschaftswertung
| Platz | Verein, Besetzung                                                                 | Platzziffer |
| ----- | --------------------------------------------------------------------------------- | ----------- |
| 1     | LC Rehlingen (Sara Benfares, Selma Benfares, Miriam Marx)                         | 36          |
| 2     | LG Telis Finanz Regensburg (Domenika Mayer, Emma Heckel, Kerstin Hirscher)        | 37          |
| 3     | LG Nord Berlin (Rabea Schöneborn, Luisa Boschan, Carmen Schultze-Berndt)          | 49          |
| 4     | ASV Köln (Vera Coutellier, Esther Jacobitz, Lisa Jaschke)                         | 76          |
| 5     | TSV Bayer 04 Leverkusen (Berit Scheid, Linda Wrede, Annasophie Drees)             | 87          |
| 6     | LG Brillux Münster (Kerstin Schulze Kalthoff, Margot Julia Wyrwoll, Carla Weiser) | 136         |
| 7     | LAC Freiburg (Céline Kaiser, Anna Catharina Veenstra, Monika Wagner)              | 138         |
| 8     | LG Region Karlsruhe (Clara Möll, Adeline Haisch, Caroline Grauer)                 | 152         |

Datum: 18. Dezember
fand in Sonsbeck statt

### Berglauf–7 km / 640 Höhenmeter
| Platz | Athletin, Verein                            | Zeit (min) |
| ----- | ------------------------------------------- | ---------- |
| 1     | Laura Hottenrott (PSV Grün-Weiß Kassel)     | 36:48      |
| 2     | Domenika Mayer (LG Telis Finanz Regensburg) | 37:15      |
| 3     | Hanna Gröber (LAV Stadtwerke Tübingen)      | 38:11      |
| 4     | Regina Högl (LG Region Landshut)            | 39:50      |
| 5     | Annika Vössing (Ayyo-Team Essen)            | 39:54      |
| 6     | Simone Raatz (ASC Darmstadt)                | 40:27      |
| 7     | Svenja Clemens (LG Odenwald)                | 40:53      |
| 8     | Nina Voelckel (Laufteam Kassel)             | 41:00      |

Datum: 18. September
fand in Bad Kohlgrub im Rahmen des Hörnlelaufs statt

### Berglauf–7 km / 640 Höhenmeter, Mannschaftswertung
| Platz | Verein, Besetzung                                                           | Zeit (h) |
| ----- | --------------------------------------------------------------------------- | -------- |
| 1     | PTSV Rosenheim (Amelie Gugglberger, Kristina Schollerer, Irmi Hobmaier)     | 2:11:47  |
| 2     | SG Wenden (Christl Dörschel, Stefanie Osthoff, Sandra Clemens)              | 2:12:11  |
| 3     | SSC Hanau-Rodenbach (Nessrin Amerschläger, Lea Blandamura, Constanze Paoli) | 2:15:16  |
| 4     | SC Ostheim/Rhön (Nadine Richter, Susanne Haßmüller, Ellen Enders)           | 2:17:11  |
| 5     | Sport-Team Rechberghausen (Annika Seefeld, Lena Oker, Sophie Kost)          | 2:18:05  |
| 6     | Laufclub Tölzer Land (Sandra Saitner, Susanne Feigl, Ilse Storch)           | 2:19:50  |
| 7     | PTSV Rösenheim (Lena Barth, Amelie Hofbauer, Barbara Stich)                 | 2:22:21  |
| 8     | LG Brandenburg (Ann-Cathrin Uhl, Miriam Köhler, Nadia Dietz)                | 2:26:01  |

Datum: 18. September
fand in Bad Kohlgrub im Rahmen des Hörnlelaufs statt

### Ultratrail(DUV) –64,9 km / 2491 Höhenmeter
| Platz | Athletin, Verein                                        | Zeit (h)  |
| ----- | ------------------------------------------------------- | --------- |
| 1     | Almut Dreßler (LG Nord Berlin Ultrateam)                | 6:37:12,1 |
| 2     | Anke Friedl (SC Kemmern Running / Team Schamel Running) | 6:54:11,1 |
| 3     | Anna Jansen (LG90 Ebersberg - Grafing)                  | 6:59:55,9 |
| 4     | Silke Herrgen (Landau Running Company)                  | 7:00:02,9 |
| 5     | Lara Rheinemann                                         | 7:06:06,8 |
| 6     | Katrin Herbrik (Landau Running Company)                 | 7:31:32,1 |
| 7     | Helén Schrötter                                         | 7:36:02,2 |
| 8     | Kathleen Alles (X-Runners Jena)                         | 7:46:16,8 |

Datum: 11. September
fand in Suhl-Heinrichs im Rahmen des Südthüringentrails statt

### Ultratrail(DUV) –64,9 km / 2491 Höhenmeter, Mannschaftswertung
| Platz | Verein, Besetzung                                                             | Zeit (h)   |
| ----- | ----------------------------------------------------------------------------- | ---------- |
| 1     | Landau Running Company I (Silke Herrgen, Katrin Herbrik, Silke Schütt)        | 22:37:38,7 |
| 2     | LG Nord Berlin Ultrateam (Almut Dreßler, Joyce Moewius, Maria Blauth)         | 23:53:06,2 |
| 3     | Landau Running Company II (Jessica Stuck, Nadine Hafenrichter, Julia Burgard) | 27:18:36,8 |
| 4     | LG Ultralauf (Dr. Katharina Bey, Sylvia Faller, Silke Jemlich)                | 29:08:00,7 |

Datum: 11. September
fand in Suhl-Heinrichs im Rahmen des Südthüringentrails statt
nur vier Teams in der Wertung

### 24-Stunden-Lauf(DUV)
| Platz | Athletin, Verein                                        | Strecke (km) |
| ----- | ------------------------------------------------------- | ------------ |
| 1     | Julia Jezek (Die Laufpartner)                           | 225,64       |
| 2     | Luise Wuttke (sportTREND Ultralaufteam Braunschweig)    | 220,29       |
| 3     | Anne Stephan (Die Laufpartner)                          | 213,92       |
| 4     | Simone Durry (Turngemeinde Neuss von 1848)              | 203,24       |
| 5     | Katrin Tüg-Hilbert (LG Ultralauf)                       | 183,59       |
| 6     | Sigrid Hoffmann (LG Westerwald)                         | 182,31       |
| 7     | Marika Heinlein (1. FC Geesdorf)                        | 168,42       |
| 8     | Nicole Herdegen (sportTREND Ultralaufteam Braunschweig) | 154,27       |

Datum: 3./4. Juli
fand in Bad Blumau, Österreich, statt

### 24-Stunden-Lauf(DUV), Mannschaftswertung
| Platz | Verein, Besetzung                                                                    | Strecke (km) |
| ----- | ------------------------------------------------------------------------------------ | ------------ |
| 1     | Die Laufpartner (Julia Jezek, Anne Stephan, Marieke Broeren)                         | 581,33       |
| 2     | sportTREND Ultralaufteam Braunschweig (Luise Wuttke, Nicole Herdegen, Sylvia Stanik) | 524,59       |
| 3     | LG Ultralauf (Katrin Tüg-Hilbert, Katharina Bey, Edda Bauer)                         | 439,22       |
| 4     | LG Nord Berlin Ultrateam (Daniela Dilling, Patricia Rolle, Anke Schülke)             | 342,33       |

Datum: 3./4. Juli
fand in Bad Blumau, Österreich, statt
nur vier Teams in der Wertung